# Кубок Австрії з футболу 1932—1933
Кубок Австрії 1932/33 проводився з 4 грудня 1932 по 25 травня 1933 року. У турнірі брали участь 57 команд. У вирішальному матчі «Аустрія» з мінімальним рахунком перемогла «Брігіттенауер». Єдиний м'яч у грі забив на 11-й хвилині Віктор Шпехтль.

## Чвертьфінал
| Команда 1                     | Рахунок | Команда 2          |
| ----------------------------- | ------- | ------------------ |
| 23 квітня 1933                |         |                    |
| «Хакоах»                      | 1:5     | «Брігіттенауер»    |
| «Аустрія»                     | 3:3     | «Ваккер»           |
| «Вієнна»                      | 1:2     | «Вінер Шпорт-Клуб» |
| «Вінер АК»                    | 0:1     | «Флорідсдорфер»    |
| 28 квітня 1932 (перегравання) |         |                    |
| «Ваккер»                      | 1:2     | «Аустрія»          |

## Півфінал
| Команда 1                     | Рахунок | Команда 2          |
| ----------------------------- | ------- | ------------------ |
| 10 травня 1933                |         |                    |
| «Аустрія»                     | 4:1     | «Флорідсдорфер»    |
| 11 травня 1933                |         |                    |
| «Вінер Шпорт-Клуб»            | 4:4     | «Брігіттенауер»    |
| 18 травня 1933 (перегравання) |         |                    |
| «Брігіттенауер»               | 1:0     | «Вінер Шпорт-Клуб» |

## Фінал
| 25 травня 1933 |

| «Аустрія»   | 1 – 0 | «Брігіттенауер» |
| ----------- | ----- | --------------- |
| Шпехтль 11' | Звіт  |                 |

| «Пратер» (Відень) Глядачів: 14 000 Арбітр: Алоїз Беранек |

«Аустрія»: Йоганн Білліх, Карл Граф, Вальтер Науш, Маттіас Наємнік, Ганс Мок, Карл Галль, Йозеф Мольцер, Йозеф Штро, Маттіас Сінделар, Віктор Шпехтль, Рудольф Фіртль, тренери: Роберт Ланг, Карл Шротт.
«Брігіттенауер»: Густав Шолль, Франц Плеєр, Ернст Кайт, Карл Кундрат, Леопольд Бок, Леопольд, Вайзбауер, Едуард Галлас, Густав Поллак, Рудольф Ганель, Антон Будзовський, Лепольд Фаззі, тренер: Грегор.